# Shrapnel Games
Shrapnel Games — американская компания-издатель компьютерных игр. Была создана разработчиком Тимоти Бруксом для издания продолжения его игры 101st: The Airborne Invasion of Normandy.
Компания издаёт игры в разных жанрах, но её основной специализацией являются стратегические игры, преимущественно варгеймы.
В первые годы своего существования, компания издала такие успешные игры, как Space Empires IV и Dominions II.

## Мнения
Журнал Computer Gaming World поместил компанию в список издателей, на которых следует обратить внимание. В статье было отмечено, что Shrapnel Games — это фанаты стратегических игр, которые делают игры для таких же фанатов.
По мнению разработчика игр и писателя Марка Уокера, компании удается успешно конкурировать с крупными издателями благодаря ориентированности на нишевый рынок и распространению продуктов через интернет.